# En la cama
En la cama (Brasil: Na Cama ) é um filme de drama erótico chileno de 2005 dirigido e escrito por Matías Bize. Foi selecionado como representante do Chile à edição do Oscar 2006, organizada pela Academia de Artes e Ciências Cinematográficas. En la cama ganhou mais de 36 prêmios internacionais.

## Sinopse
Situado inteiramente em um quarto de motel em Santiago, dois jovens de classe média são vistos fazendo amor. Eles se conheceram saindo de uma festa e não sabem o nome um do outro. O homem e a mulher acabam se dizendo seus nomes; ele é Bruno e ela é Daniela. À medida que a noite avança entre as relações sexuais, eles compartilham mais detalhes de suas vidas, suas tristezas e seus medos. Bruno finge que sua namorada, que liga para ele no celular, é sua ex e admite que está se mudando para a Bélgica para fazer pós-graduação. Daniela admite que seu homem pode ser violento, mas ela vai se casar com ele de qualquer maneira. Da paixão inicial, eles mudaram para confidências, até ternura, mas ela insiste que continuará sendo sua última aventura antes do matrimônio.

## Elenco
- Blanca Lewin - Daniela
- Gonzalo Valenzuela - Bruno

## Obra teatral
En la cama foi levado ao teatro por Tamzin Townsend. Roberto San Martín e María Esteve interpretam os papéis principais. Com música de Antonio Orozco, a obra está produzida por Producciones Come e Calla. 
A adaptação brasileira para o teatro do filme teve a direção de Renato Andrade. Pedro Bosnich e Cristiane Wersom foram os protagonistas.

## Remake
O filme Habitación en Roma de 2010 é vagamente baseado em En la cama.